# Grupos interactivos

Se llama grupos interactivos a una forma de organización al aula que promueve el aprendizaje a través de la interacción entre los alumnos. Se agrupa a los alumnos en grupos de 4 o 5, procurando formar grupos heterogéneos, según el idioma, las motivaciones, el nivel de aprendizaje y el origen cultural. Forma parte del modelo educativo llamado comunidad de aprendizaje y se dirige a: 
(...) disminuir la competitividad y generar solidaridad, aumentar simultáneamente el aprendizaje académico y la participación del alumnado en las clases. Están pensados porque el alumnado pueda recibir una educación de máxima calidad. Por eso, no se trata de sacar ciertos alumnos del aula, sino de introducir recursos necesarios porque estos niños y niñas puedan seguir su educación con las máximas expectativas posibles. 
Es una forma de agrupamiento inclusivo que pretende mejorar la convivencia en las aulas e influir positivamente en los resultados educativos.

## Organización y funcionamiento

### Principios básicos
Hay unos principios básicos de funcionamiento que deben asumirse, desde la planificación hasta la evaluación, se plantean en función del objetivo de aumentar el aprendizaje mediante la creación y la consolidación de una red de interacciones. Algunos de los principios son:
- Implicación de la comunidad educativa en el proceso de enseñanza y aprendizaje.
- Flexibilidad del tiempo y del espacio.
- Aprendizaje grupal e individual.

### Aspectos organizativos
La mayor complejidad es la movilización de las personas voluntarias y la coordinación entre el profesor de la asignatura y los demás tutores. Una vez resuelto este aspecto, se hace el desarrollo metodológico de los grupos:
- División y distribución de la clase en grupos pequeños que constituirán los grupos de trabajo interactivos.
- La composición heterogénea.
- En cada grupo interactivo debe haber una persona adulta (profesor/a y voluntarios) que realizará las tareas de tutorización. Estos voluntarios son los encargados de dinamizar el grupo y asegurar que todos los niños y niñas del grupo se ayuden e interaccionen entre ellos para así resolver la actividad por medio del diálogo igualitario, consiguiendo que todos y todas  participen.

## Contextualización
Uno de los objetivos de la Estrategia Lisboa, fue promover la cohesión y la inclusión en Europa. Esto no se puede llevar a cabo sino se mujer una respuesta de éxito por la problemática del fracaso escolar y la exclusión educativa.
El año 1978 se crea la primera Comunidad de Aprendizaje a la escuela adulta La Verneda- Sant Martí. Uno de los puntos clave más importantes es su organización dialógica, donde maestras y personas voluntarias trabajan conjuntamente organizados, pudiendo formar parte de los procesos de toma de decisiones, expresar sus necesidades, intereses e ideas.
A la década de los años 90, el centro de investigación en teorías y prácticas por la superación de las desigualdades (CREA) de la Universitat de Barcelona, en base a los conocimientos acumulados por la comunidad científica internacional y en colaboración con los principales autores de diferentes disciplinas de todo el mundo, se llevó a cabo también a los hogares de niños, infantil, primaria y secundaria a través del proyecto de las Comunidades de Aprendizaje.
El séptimo programa marco (7PM) de investigación y desarrollo tecnológico fue el programa de investigación de la Unión Europea por el periodo del 2007-2013 y constituyó un programa de investigación financiado por el fondo público más grande del mundo.
Dentro de este marco,  había el proyecto INCLUD-ED de base científica. Las comunidades de aprendizaje están basadas en las conclusiones de este proyecto, desarrollado por la Comisión Europea justamente para identificar y analizar estrategias educativas que ayuden a superar las desigualdades y mejoren los resultados de aprendizaje.

## Aprendizaje dialógico
El aprendizaje dialógico es la base a partir de la cual se llevan a cabo las actuaciones de éxito en comunidades de aprendizaje.  
El autor más reconocido que habla del aprendizaje dialógico es Paulo Freire. Freire desarrolló una perspectiva dialógica en la educación en setenta. El diálogo que propone incluye en toda la comunidad porque parte de la idea que todas las personas forman parte de la en torno al niño o niña e influyen a su aprendizaje, por lo tanto, se tiene que planificar conjuntamente.
Habermas (1987-1989) desarrolla una teoría de la competencia educativa donde demuestra que todas las personas son capaces de comunicarse y de hacer acciones.
Vigotsky señala que es importante la transformación, el aprendizaje se convierte en un proceso de cambio que se orienta desde la racionalidad comunicativa hasta la transformación individual y colectiva. De no ser así se convierte en una domesticación.
El concepto de aprendizaje dialógico ha sido investigado y desarrollado por CREA, a través de diferentes investigaciones, lecturas y debates. Se basa en una concepción comunicativa de las ciencias sociales que plantea que la realidad social es construida por las interacciones entre personas.

### Impacto
El proyecto INCLUD-ED tiene que asegurar que se vayan definiendo orientaciones que puedan servir de base a los diferentes responsables políticos, administradores educativos, profesorado, alumnado y familias. En este sentido es destacable el impacto que este proyecto ha tenido y está teniendo en las políticas educativas de la Unión Europea y un claro ejemplo de este impacto es la consideración de las comunidades de aprendizaje como modelo de éxito para la superación del fracaso escolar. (Martín & Cabré, 2011)
Los grupos interactivos, dentro de estas comunidades de aprendizaje, tienen un impacto cada vez más grande en la sociedad. Los resultados de las investigaciones que se están llevando a cabo están reflejando que el que hace es mejorar el desarrollo académico de todos los alumnos y los resultados escolares en todas las asignaturas, disminuye el índice de repetición, abandono y fracaso escolar, mejora el clima y la cohesión social aumentando las actitudes solidarias. También aumenta el sentido y la calidad del aprendizaje por toda la comunidad y la participación de todos: los alumnos, familiares, docentes, equipos directivos, universidades, fundaciones, entidades y organismos públicos. Y por último, mejora las condiciones de vida de la comunidad, puesto que mejora el índice de inserción laboral, los niveles de salud y de vivienda digna.
Estos impactos sociales se han conseguido a través de la perspectiva de la investigación comunicativa que permitió una participación directa y activa de las personas donde la realidad social fue estudiada y analizada.

#### ¿Dónde se utiliza?
Las comunidades de aprendizaje son resultado de la investigación que desde CREA se desarrolla, de las acciones educativas y sociales que fomentan y generan y otras experiencias mundiales reconocidas dentro de la comunidad científica que en diferentes lugares están obteniendo resultados de éxito en la convivencia solidaria y la superación del fracaso escolar.
De las experiencias mundiales más conocidas, encontramos diferentes programas que se están llevando a cabo en Corea, Brasil y el estado español.

## Grupos interactivos para el alumnado con necesidades especiales
Cómo apuntan Pallarés Pascual y Traver Martí (2007), podemos considerar esta actuación como una herramienta contra la exclusión en cuanto que el contexto de aprendizaje generado por los grupos interactivos permite que todo el alumnado cuente con las mismas oportunidades para el aprendizaje sin ser excluido del aula. Así pues, hay que destacar que suponen una buena fórmula para la superación de los prejuicios verso familias y alumnos pertenecientes a minorías culturales y también para la inclusión de los estudiantes con necesidades educativas especiales.
También esta forma organizativa de aula, en la cual los niños comparten sus conocimientos agrupados heterogéneamente, provoca la supresión del etiquetaje y el rechazo de la baja autoestima propios de otras enseñanzas segregadoras. Pues este modelo de organización es todo lo contrario a la separación, ya que no son los alumnos con NEE los que tienen que salir del aula, sino que son las personas adultas los que entran en la misma. 
La diversidad presente en el grupo multiplica la riqueza de las aportaciones, aumentando los aprendizajes, al tiempo que se potencia el respeto por todas las contribuciones. A más,  a través de grupos interactivos el alumnado aprende a ayudarse, aunque para ello es necesario un proceso. Se trata de un aprendizaje más. Otro factor es que el alumnado con mayores dificultades, tiene más posibilidades de expresarse con seguridad y confianza; esto está facilitado por el hecho de trabajar en grupos reducidos y con ayuda de más personas adultas.